# Аренсбургијенски шиљак
Аренсбургијенски шиљак (фр. pointe ahrensbourgienne, енгл. Ahrensburgian point) је оруђе са трном који је обликован од стране два симетрично постављена, стрмо ретуширана, јамичаста удубљења. Врх шиљка понекад подсећа на оруђе са веома косим и ретушираним преломом. Појављује се у аренсбургијену, као и у култури федермесер.